# وفاء الريمي
وفاء الريمي تمكَّنَت من الحصول وفريقها على الجائزة الأولى في مسابقة «إنجاز العرب» عن ثلاثة منتجات «إنارة» صديقة للبيئة تعمل من خلال الطاقة الشمسية
.